# Hovea elliptica
Hovea elliptica là một loài thực vật có hoa trong họ Đậu. Loài này được (Sm.) DC. miêu tả khoa học đầu tiên.